# Alka Yagnik
Alka Yagnik (Calcutta, 20 marzo 1966) è una cantante indiana.
È nota come cantante in playback del cinema indiano.
Nel corso della sua carriera ha vinto sette volte il Premio Filmfare e per due volte il National Film Award.